# Jacob Mahu
Jacob Mahu (llamado también Jacobo, Jacques o Jakob Mahu) (? - 23 de septiembre de 1598) fue un navegante neerlandés que comandó una expedición de cinco barcos a las islas Molucas en la que falleció mientras cruzaba el océano Atlántico. 

## Expedición a las Molucas
En 1598, en medio de un proceso de expansión marítima, comenzaron a zarpar varias expediciones desde las Provincias Unidas de los Países Bajos a la Indias Orientales, siguiendo diversas rutas. 
Los acaudalados comerciantes Pieter van den Hagen y Johan van der Veken financiaron una de las más ambiciosas, compuesta por cinco buques y 494 hombres (algunas fuentes consignan 507). Originalmente, la misión de la flota era la de navegar a lo largo de la costa oeste de América del Sur, donde debían vender su cargamento cobrando en plata, y seguir hacia Japón solo si fallaba la misión prevista. En ese caso, suponían que podrían conseguir plata en el Japón con la venta de sus mercancías y luego navegarían a las Molucas para comprar las especias que habían ido a buscar, regresando después a Europa. Partieron de Róterdam el 27 de junio de 1598; las naves y sus capitanes originales eran: 
- la Hoop, con Jacob Mahu, líder de la flota;
- la Liefde, con Simón de Cordes, segundo al mando;
- la Geloof, con Gerrit van Beuningen;
- la Trowe, con Jurriaan Van Boekhout;
- la Blijde Boodschap, también llamada Vliegend Hart, con Sebald de Weert.

En la costa de África buena parte de los hombres empezaron a sufrir fiebres tropicales, lo que acarreó la muerte de muchos, uno de los cuales fue el mismo Jacob Mahu.
El control de la expedición fue transferido a Simon de Cordes, con Van Beuningen como vicealmirante. Lograron llegar a las islas del archipiélago de Chiloé y tras un brillante golpe capturarlas brevemente. Una tormenta dispersó las naves en las proximidades del estrecho: el Hoop se perdió; el Blijde Boodschap, a la deriva tras ser desarbolada y corta de suministros, se vio obligada en noviembre de 1599 a navegar hacia el puerto español de Valparaíso en Chile y la tripulación fue apresada (entre los tripulantes iba Dirck Gerrits Pomp (1544-1608), el primer neerlandés conocido que había visitado Japón en 1585; el Geloof, al mando de Weert, fue impulsada por las corrientes del estrecho de regreso a Europa, llegando con solo 36 de los 105 tripulantes originales con vida. En el camino de regreso avistaron las islas Sebaldes, parte del archipiélago de las islas Malvinas.
Solamente dos barcos consiguieron cruzar el Pacífico:
- el Liefde, al mando de un nuevo capitán, Jacob Quaeckernaeck, con una tripulación diezmada de solo 24 supervivientes, logró alcanzar Usuki, en la isla de Kyushu (Japón), el 19 de abril de 1600.
- el Trouwe, que apareció más tarde en Tidore (Indonesia), donde la tripulación fue aniquilada por los portugueses en enero de 1601.

El viaje fue un completo fracaso, aunque fue la primera flota neerlandesa que logró pasar el estrecho de Magallanes. La Trouwe logró capturar la  Isla de Chiloé, en alianza con los indígenas, la cual mantuvo un breve periodo.